# San Miguel (Leyte)
San Miguel (Bayan ng San Miguel) är en kommun i Filippinerna. Kommunen ligger på ön Leyte, och tillhör provinsen Leyte. Folkmängden uppgår till 15 153 invånare.

## Barangayer
San Miguel är indelat i 19 barangayer.
| - Bagacay - Bahay - Bairan - Cabatianuhan - Canap - Capilihan - Caraycaray - Libtong (East Poblacion) - Guinciaman - Impo - Kinalumsan | - Lukay - Malaguinabot - Malpag - Mawodpawod - Patong - Pinarigusan - San Andres - Santa Cruz - Santol - Cayare (West Poblacion) |